# Wit Studio
WIT STUDIO, Inc. Ltd. (株式会社ウィットスタジオ, Kabushiki-gaisha Witto Sutajio) és un estudi d'animació japonès fundat l'1 de juny de 2012 pels productors de Production I.G com una filial d'IG Port. Està situat en Musashino, Tòquio amb el productor George Wada de Production I.G com a president i Tetsuya Nakatake, productor en Production I.G, com a director de l'estudi. Va guanyar notorietat per la producció de l'adaptació anime de la sèrie manga, Shingeki no Kyojin.

## Història
Es va fundar l'1 de juny de 2012 amb el personal del departament de producció 6 de Production I.G, inclòs Takeshi Wada, que va exercir com a productor i encarregat al departament de planificació.
Quan es va informar de la intenció de Wada i Nakatake de separar-se de la companyia a Mikuhisa Ishikawa, que en aquell moment era productor en la Divisió 6 de Production IG, van proposar la idea de la creació d'l'estudi, però es va agregar que es necessitaria la fortalesa física per a l'empresa, fent una inversió capital. D'aquesta manera Wada i Nakatake, van començar un negoci afegint fons propis. En una entrevista posterior, Wada diu: "Vaig poder fer alguna cosa d'alta qualitat en un ambient on podia concentrar-me en la producció, i com a resultat d'això, vaig poder participar com a empresa de el grup".
Wit Studio va ser finançat amb una inversió inicial de 30.000.000 iens com a capital d'IG Port, Wada i Nakatake, que posseeixen el 66.6%, 21.6% i 10.0% de l'estudi respectivament.
Un cop fundat, Wit Studio es va establir amb l'objectiu d'ampliar l'àrea d'empreses associades i creadors, amb l'objectiu d'un desenvolupament de planificació atractiu i l'expansió de comandes en el negoci de producció de vídeo orientat a l'animació. En 2013, entra en la producció d'anime amb el primer treball de demanda original, Shingeki no Kyojin, que adquireix ràpidament reconeixement a tot el món. Posteriorment entra a les produccions cinematogràfiques amb la pel·lícula Hal.